# یمانیتین (یمن)
 یمانیتین  به عربی ( الیمانیتین  ) دهستان بزرگی است در (عزلهٔ خولان الطیال) در جنوب شرقی شهر صنعاء در استان صَنعاء در کشور یمن در شبه جزیره عربستان است.

## جمعیت
جمعیت آن ( ۱۸۱۵۹ ) نفر (۲۰۰ خانوار) می‌باشد.

## منبع
- المقحفی، ابراهیم، احمد ، (مُعجَم المُدُن وَالقَبائِل الیَمَنِیَة) ، منشورات دار الحکمة، صنعاء، چاپ پنجم، وانتشار سال ۱۹۸۵ میلادی به (عربی).